# Sentimentalisme
Het sentimentalisme was een literaire stroming in de preromantiek (18e eeuw), en behelsde een overdrijving van romantische gevoelens, die zich uitte in een sterke overgevoeligheid, en het zoeken naar zaken die medelijden en tranen konden opwekken. De psychologische roman is ontstaan tijdens deze periode. De term is ontleend aan het boek A Sentimental Journey Through France and Italy van de Engelse schrijver Laurence Sterne. De vertaling ervan in 1778 bracht in Nederland een eerste golf van sentimentalisme in beweging. De tweede, heftiger golf, werd ingeluid door de verschijning van de roman Julia van Rhijnvis Feith in 1783.
Wat betreft de inhoud van de literaire werken in deze periode zien we steeds meer aandacht voor godsdienst, de liefde en deugd. Onderwerpen waarover de sentimentelen bij voorkeur schreven waren: dood, onsterfelijkheid, nacht en eenzaamheid. Deze motieven zien we ook in het werk van Rhijnvis Feith regelmatig opduiken. De genoemde onderwerpen moeten we zien in het verband van het onbevredigd zijn met het aardse en het verlangen naar de hemelse gelukzaligheid. Voor Rhijnvis Feith wordt steeds duidelijker dat de mens God niet kan bereiken door middel van verstand, maar dat een vereniging met God alleen door het gevoel tot stand kan worden gebracht. Juist omdat de liefde de mens tot God kan brengen, krijgt zij in het werk van Rhijnvis Feith zo veel aandacht.
Exponenten van de stroming waren in Nederland onder anderen Rhijnvis Feith (Julia), in Duitsland Goethe (Die Leiden des jungen Werthers) en in Engeland Thomas Gray met zijn 'kerkhofpoëzie' (Elegy Written in a Country Churchyard).